# Mystérium kapitálu
Mystérium kapitálu s podtitulem Proč kapitalismus triumfuje na Západě a selhává všude jinde na světě je jedno ze zásadních ekonomických a politologických děl, jehož autorem je peruánský ekonom Hernando de Soto (* 2. června 1941). Dílo vyšlo v roce 2000 a bylo přeloženo do více než dvaceti jazyků. Dílo zachycuje a srovnává ekonomickou situaci v západních zemích se zeměmi rozvojovými a postsocialistickými. Autor v díle hledá odpovědi na pět mystérií kapitálu, které způsobují zásadní rozdíly mezi těmito zeměmi.
Hlavním tématem knihy je špatné využívání majetku jednotlivci v rozvojových a postkomunistických zemí a proč tak nemohou generovat kapitál. Autor se zamýšlí nad situací na přelomu tisíciletí, ohlíží se za nedávnou minulostí po pádu železné opony, kdy postkomunistické země otevřely trh, ale i tak se jim ve většině případů nepodařilo zbohatnout a proč jsou zvýhodněny historicky bohaté země jako například Švýcarsko.

## Anotace
“Pád Berlínské zdi ukončil více než stoleté období politického soutěžení mezi kapitalismem a komunismem. Kapitalismus se jeví jako jediný myslitelný způsob racionální organizace moderního hospodářství. V daném historickém okamžiku nemá žádná zodpovědná vláda na výběr. Proč tedy kapitalismus přináší prosperitu jen zlomku světové populace? Mystérium kapitálu si klade otázku, proč se země, které po pádu svých absolutistických či totalitních vlád otevřely své ekonomiky v největší možné míře a provedly všechna možná opatření, nedočkaly výraznějšího posunu dopředu. Proč, jak se zdá, je globalizace dobrá pro země, jakou je například Švýcarsko, ale přináší málo většině lidí v zemích rozvojových a post-sovětských? Čtyři miliardy lidí v rozvojových zemích a post-sovětských zemích nemohou vstupovat do světa globální ekonomiky. Jsou nuceni pracovat bez přístupu k právu, nemají žádnou skutečnou právní identitu, natož pak ochranu, nemají přístup k úvěrům, ke kapitálu, a tudíž prakticky žádnou možnost hospodářsky prosperovat.”

## Pět mystérií
Autor se pomocí svých „pěti mystérií“ snaží objasnit fenomén mrtvého kapitálu, tedy trhu, který se těmto zemím nedaří aktivovat a správně ho využívat k vlastnímu rozvoji (z anotace). Přichází s následujícími tezemi.

### Mystérium chybějící informace
Charitativní organizace zdůrazňují utrpení a bezmoc chudých. Nikdo však nezdokumentoval schopnost chudých hromadit aktiva. Tyto sumy jsou dle de Sotových výzkumů obrovské, ale většinu z nich tvoří mrtvý kapitál.

### Mystérium kapitálu
Kapitál je tématem, který fascinoval myslitele posledních tří století. Marx řekl, že je nutno vydat se za hranice fyziky, abychom se dotkli „slepice, která snáší zlatá vejce“. Adam Smith se domníval, že je nutno postavit jakousi vzdušnou železnici, abychom jí dosáhli. Nikdo nám však neřekl, kde se tato slepice skrývá, tedy jak je kapitál vytvářen a jak je spojen s penězi.

### Mystérium politického vědomí
Pokud je na světě tolik mrtvého kapitálu a v rukou tolika chudých lidí, proč se vlády nepokusily využít tohoto potenciálního bohatství? Jednoduše proto, že důkazy, které potřebovaly, jsou jim známy jen posledních čtyřicet let, kdy miliardy lidí po celém světě přešly od života v malých sídlech k životu ve velkých. Toto stěhování do měst vedlo k překotné dělbě práce a v chudších zemích vyvolalo obrovskou průmyslově-komerční revoluci, která však proběhla prakticky bez povšimnutí.

### Zanedbané lekce z americké historie
To, co se odehrává v mnoha zemích třetího světa a postkomunistických zemích proběhlo již dříve v Evropě a Severní Americe. Bohužel jsme natolik zaujati neúspěchem tolika národů provést úspěšný přechod ke kapitalismu, že jsme zapomněli, jak toho úspěšné kapitalistické národy dosáhly.

### Mystérium právního selhání
Od devatenáctého století kopírovaly národy západní zákony, aby svým občanům poskytly institucionální rámec pro získávání bohatství. Pokračují v tom i dnes, a to očividně nefunguje. Většina občanů stále nemůže využít zákonů k přeměně svých úspor na kapitál. Proč je to tak a co je zapotřebí k tomu, aby zákon fungoval, zůstává záhadou.

## Hlavní teze autora
Hlavní tezí de Sotovy práce je, že žádný stát nemůže mít silnou tržní ekonomiku, pokud se nebude náležitě podílet na budování informační struktury, která by zaznamenávala vlastnictví a další hospodářské údaje. Neevidovaná ekonomická aktivita vytváří množství drobných podnikatelů, kteří však nedisponují zákonně uznaným vlastnictvím, kvůli čemuž mohou jen obtížně získávat půjčky nebo rozšiřovat či prodávat své podniky. Nemohou řešit spory týkající se jejich podnikání soudní cestou, protože nedisponují již zmíněným uzákoněným vlastnictvím. Nedostatek informací o příjmech také komplikuje vládě vybírání daní a přispívání k veřejnému blahobytu. Příčinou chudoby tedy dle něj není v kultuře či náboženství, ale nedostatečné formalizaci vlastnictví a nepochopení kapitálu jako prostředku pro vytváření nadhodnoty.

## Kritika díla
Kniha má však také své kritiky. Například dle Roberta Skidelskyho z The New York Times de Soto:
- Nadhodnocuje výsledky svých zkoumání
- Se mýlí v tvrzení, že šedá ekonomika není schopna tvořit kapitál a ignoruje fakt, že je naopak schopna mnohem větších výdělků, které pak mohou být zpětně legalizovány.
- Nevysvětluje dostatečně, jaké jsou příčiny vzniku šedé ekonomiky
- Ignoruje to, že některé vztahy mezi chudobou a šedou ekonomikou se značně liší mezi postkomunistickými a rozvojovými zeměmi
- Téměř úplně ignoruje příčiny chudoby na venkově a věnuje se pouze městům (což kritizuje také například Edwar Enrique Escalante[5])
- Používá chybné historické příměry a má nedostatečnou znalost dějin
- Až příliš zobecňuje